# John Stenbeck
John Stenbeck, född 14 januari 1898 i Kville församling, död 14 mars 1944 i Stockholm, var en svensk officer i Flygvapnet.

## Biografi
Stenbeck blev fänrik i Armén år 1918 vid Bohusläns regemente (I 17). Han befordrades till löjtnant 1920, till löjtnant i Flygvapnet 1926, till kapten 1931, till major 1936, överstelöjtnant 1939, överste 1941 och till generalmajor 1943.
Stenbeck började sin militära karriär i Armén, men övergick till flygtjänst 1921. År 1926 övergick han till det nybildade Flygvapnet. Stenbeck var kommenderad till franska flygvapnet 1924, tjeckiska flygvapnet 1927, holländska flygvapnet 1929, finska flygvapnet 1934 samt 1942, och tyska flygvapnet 1939. Han var även militärsakkunnig vid nedrustningskonferensen i Genève 1932, militärsakkunnig åren 1933–1934 vid 1930 års försvarskommitté. Åren 1939–1941 var han chef för Västgöta flygflottilj (F 6), där han för övrigt blev flottiljens första chef. Åren 1941–1942 var han chef för Flygkrigshögskolan. Han avslutade sin militära karriär som souschef för Flygförvaltningen åren 1942–1944. 
Stenbeck gifte sig 1929 med Karin Ekstedt; tillsammans fick de två barn, John-Magnus och Marianne. John Stenbeck är begravd på Norra kyrkogården i Uddevalla.